# Arquebisbat de Manfredonia-Vieste-San Giovanni Rotondo

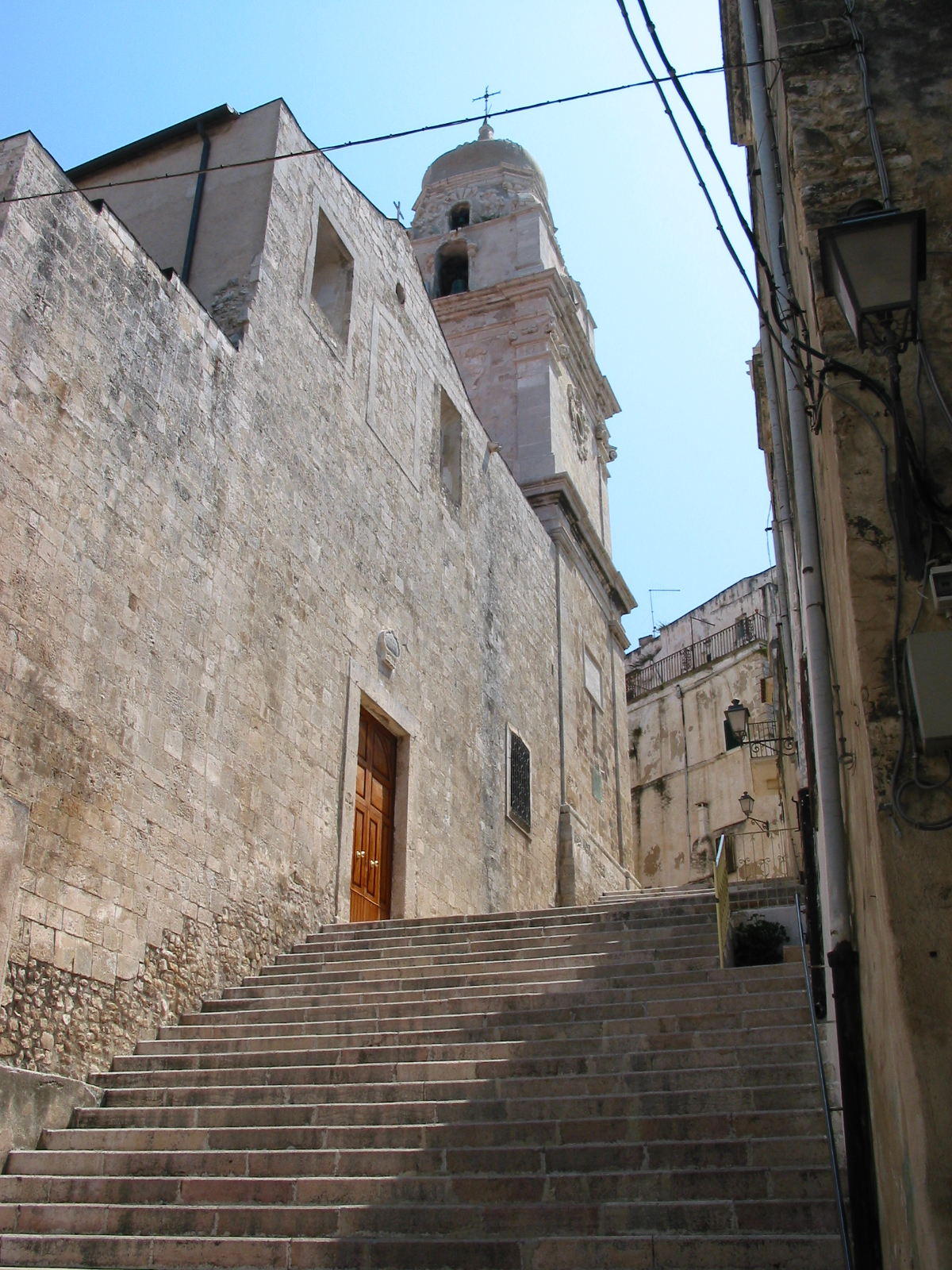
La catedral de Vieste

L'arquebisbat de Manfredonia-Vieste-San Giovanni Rotondo (italià: arcidiocesi di Manfredonia-Vieste-San Giovanni Rotondo; llatí: Archidioecesis Sipontina-Vestana-Sancti Ioannis Rotundi) és una seu de l'Església catòlica, sufragània de l'arquebisbat de Foggia-Bovino, que pertany a la regió eclesiàstica Pulla. El 2013 tenia 151.850 batejats d'un total de 154.283 habitants. Actualment està regida per l'arquebisbe Michele Castoro.

## Territori
L'arxidiòcesi comprèn les ciutats de Manfredonia, Vieste i San Giovanni Rotondo, a més dels municipis de Cagnano Varano, Carpino, Ischitella, Isole Tremiti, Mattinata, Monte Sant'Angelo, Peschici, Rodi Garganico, Vico del Gargano i Zapponeta.
Els municipis de San Marco in Lamis i Rignano Garganico el 1986 van passar a formar part de l'arquebisbat de Foggia-Bovino i de la diòcesi de San Severo.
La seu arxiepiscopal és la ciutat de Manfredonia, on es troba la catedral de San Lorenzo Maiorano i l'ex catedral de Santa Maria Maggiore di Siponto. A Vieste es troba la catedral de Santa Maria Assunta.
El territori està dividit en 51 parròquies, agrupades en 5 vicariats: Manfredonia, Vieste, San Giovanni Rotondo, Gargano Nord i Monte Sant'Angelo.

## Història

### Siponto/Manfredonia
La diòcesi de Siponto va ser erigida al segle iii. Segons la tradició, va ser el mateix apòstol sant Pere qui va fundar la comunitat cristiana de Siponto i consagrant el seu primer bisbe sant Justí de Siponto. La mateixa tradició porta una llarga llista de presumptes bisbes sipontins entre els segles II i IV. No obstant això, el primer bisbe històricament documentat és Felice I, present el 465 en un sínode a Roma proclamat pel Papa Hilari.
El 663 Siponto va ser destruïda per primera vegada per les incursions dels eslaus. Després d'aquesta destrucció la ciutat va ser gairebé abandonada i el Papa Vitalià va encomanar la seva cura pastoral als arquebisbes de Benevent. No obstant això, la suposada butlla d'unió senyalada per Ughelli ara és considerat pels historiadors com una falsificació.
El 1034 es va restaurar la seu de Siponto i en 1066 va ser elevada al rang d'arxidiòcesi. El 1099 va esdevenir metropolitana, amb Vieste com a sufragània.
En 1233 Siponto finalment va ser destruïda per un terratrèmol. El 1256, Manfred, rei de Sicília, fundà prop de la ciutat de Siponto Manfredonia, que va ser batejada així en honor seu. L'arquebisbe Ruggero es va traslladar a la nova ciutat, que va esdevenir la seu dels successius prelats sipontins.
Entre 1513 i 1544 l'arxidiòcesi de Manfredonia va ser governada per Giovanni Maria Ciocchi del Monte, que es convertirà en el Papa Juli III. De 1675 a 1680 es va asseure a la seu de Manfredonia Vincenzo Maria Orsini de Gravina, un altre futur Papa, Benet XIII.
El ritu bizantí estava àmpliament generalitzat a l'antiga diòcesi de Siponto. Es mantingué l'ús del ritu bizantí a l'altar major de la catedral fins a l'època del bisbe Domenico Ginnasi, a finals del segle xvi.
En 1620 la Catedral de Manfredonia va ser destruïda pels turcs i posteriorment reconstruïda durant l'episcopat d'Antonio Marullo, que també va establir el seminari diocesà.

### Vieste
No sap la data exacta de l'elevació de Vieste a bisbat, però se sap que el primer bisbe de Vieste, de qui no es coneix el nom, va ser consagrat per l'arquebisbe Alberto Siponto durant el pontificat del Papa Pasqual II. En 1099 és citada com a sufragània de l'arxidiòcesi de Manfredonia.
De 1558 a 1565 la diòcesi de Vieste va ser governada per Ugo Boncompagni, el futur Papa Gregori XIII, qui va governar la diòcesi durant set anys i va estar present en el Concili de Trento.
Després del concordat de 1818 entre la Santa Seu i el Regne de les Dues Sicílies, la diòcesi de Vieste va ser donada per administració perpètua als arquebisbes de Manfredonia sota la butlla De utiliori del Papa Pius VII el 27 de juny de 1818. Als canonges de la catedral de Vieste se'ls va permetre elegir el seu propi vicari capitular a cada bisbe administrador nou.

### Manfredonia-Vieste
El 29 de setembre de 1933 l'arxidiòcesi de Manfredonia i la diòcesi de Vieste es van convertir en part de la regió eclesiàstica beneventana en conformitat amb el decret Iam Pridem de la Congregació Consistorial.
El 30 d'abril de 1979, l'arxidiòcesi de Manfredonia va perdre la dignitat de seu metropolitana, tot i que conservava el títol d'arquebisbe, i es va unir juntament amb la diòcesi de Vieste a la província eclesiàstica de l'arxidiòcesi de Foggia.
El 30 de setembre de 1986, amb el decret Instantibus votis de la Congregació per als Bisbes, les dues diòcesis van ser unides mitjançant la fórmula de plena unione i la nova circumscripció eclesiàstica va prendre el nom d'arxidiòcesi de Manfredona-Vieste.

### Manfredonia-Vieste-San Giovanni Rotondo
El 6 de desembre de 2002, sota el decret Sanctum Pium de la Congregació per als Bisbes la denominació de l'arxidiòcesi es va modificar amb l'addició del títol de San Giovanni Rotondo.

## Cronologia episcopal

### Seu de Siponto
- San Giustino ? † (vers 44)
- Anònim † (vers 132)
- Anònim † (vers 138)
- Anònim † (? - vers 194 mort)
- San Marcellino ? †
- San Giuliano ? †
- San Leone I † (vers 256 - vers 293 mort)
- Sant'Eusanio † (vers 296 - 9 de juliol de 300 mort)
- Anònim † (301)
- Anònim † (vers 333)
- Anònim † (vers 385)
- Aurelio ? †
- Simplicio ? †
- San Teodoro ? †
- San Felice I † (citat el 465)
- San Lorenzo Maiorano † (entre els segles V i VI)
- Felice II † (inicis de 591 - finals de 593)
- Vitaliano I † (inicis de 597 - finals de 599)
- Vitaliano II ? †
- Rufino † (citat el 649)
  - Seu unida a Benevent (668-1034)
- Leone II † (1034 - ?)
- Ulderico ? †
- San Milone ? †[1]
- Buono † (inicis de 1049 - finals de 1059)
- Gerardo I † (1066 - 1074)
- Giovanni I †
- Omobono † (inicis de 1087 - vers 1097)
- Alberto I, O.S.B. † (vers 1097 - 12 de gener de 1116 mort)
- Gregorio I, O.S.B. † (1116 - 21 de setembre de 1117 mort)
- Leone III † (1118 - 1130 mort)
- Sergio Freccia † (vers 1130 - vers 1140)
- Guglielmo † (vers 1140 - vers 1155)
- Sigifredo † (1155 - 1166 mort)
- Gerardo II † (1173 - 1175 mort)
- Gerardo III † (1175 - finals de 1179)
- Giovanni II † (1184 - 1195 mort)
- Ugone † (1195 - ?)
- Alberto II † (citat el 1219 aproximadament)

### Seu de Manfredonia
- Ruggero † (1230 - vers 1263 mort)
- Giacomo † (citat el 1263)
- Giovanni Freccia † (1265 - 1290 mort)
- Andrea De China † (5 de desembre de 1291 - 1301 mort)
- Gregorio de Montelongo † (1 de setembre de 1301 - gener de 1302 mort)
- Leonardo Mancini † (9 de febrer de 1302 - 1326 mort)
- Matteo Orsini, O.P. † (15 de juny de 1327 - 18 de desembre de 1327 renuncià)
- Bartolomeo † (11 de gener de 1328 - 1330 mort)
- Sasso Giudici Leoni † (1 d'octubre de 1330 - 1343 mort)
- Pietro Gallo, O.F.M. † (9 de febrer de 1343 - ? mort)
- Francesco Crispo, O.E.S.A. † (1 de juny de 1351 - ? mort)
- Marino, † (16 de novembre de 1354 - ? mort)
- Feo † (8 de novembre de 1361 - ? mort)
- Pietro III, O.Carm. † (29 d'octubre de 1375 - finals de 1378 deposat)
- Giovanni III † (1382 - 1386 deposat)
- Giovanni IV † (1386 - 1397 renuncià)
- Niccolò Sacchi, O.P. † (27 de febrer de 1398 - 26 de juliol de 1402 nomenat arquebisbe de Ragusa)
- Niccolò de Hortis † (26 de juliol de 1402 - 1407 deposat)
- Lorenzo II † (7 de maig de 1410 - ? mort)
  - Paolo di Segni † (17 de desembre de 1414 - 12 de juny de 1419 nomenat bisbe de Gerace) (antibisbe)
- Mattia Foschi † (4 de juny de 1436 - 10 de març de 1438 nomenat bisbe de Rieti)
- Angelo Capranica † (17 de març de 1438 - 5 de maig de 1447 nomenat bisbe d'Ascoli Piceno)
  - Giovanni Bessarione † (5 de maig de 1447 - 7 d'abril de 1449 nomenat bisbe de Mazara del Vallo) (administrador apostòlic)
- Giovanni Burgio † (7 d'abril de 1449 - ? nomenat bisbe de Mazara del Vallo)
- Niccolò Perotti † (19 d'octubre de 1458 - 1480 mort)
- Tiberio Nardini † (12 de gener de 1481 - 1498 mort)
- Agapito Geraldino † (4 de maig de 1500 - 1506 mort)
- Antonio Maria Ciocchi del Monte † (6 de febrer de 1506 - 30 de maig de 1511 nomenat bisbe de Pavia)
- Giovanni Maria Ciocchi del Monte † (18 de març de 1513 - 25 de juny de 1544 renuncià, després elegit papa amb el nom de Juli III)
- Giovanni Ricci † (25 de juny de 1544 - 20 de febrer de 1545 nomenat arquebisbe, a títol personal, de Chiusi)
- Giovanni Andrea Mercurio † (20 de febrer de 1545 - 30 de maig de 1550 nomenat arquebisbe de Messina)
- Sebastiano Antonio Pighini † (30 de maig de 1550 - 11 de desembre de 1553 nomenat administrador apostòlic d'Adria)
- Dionisio de Robertis, O.S.M. † (30 de març de 1554 - 1560 mort)
- Bartolomé de la Cueva y Toledo † (13 de setembre de 1560 - 29 de juny de 1562 mort)
- Tolomeo Gallio † (6 de juliol de 1562 - 1573 renuncià)
- Giuseppe Sappi † (8 d'abril de 1573 - 1586 mort)
- Domenico Ginnasi † (17 de desembre de 1586 - 5 de novembre de 1607 renuncià)
- Annibale Serugo De Gimnasiis † (5 de novembre de 1607 - 6 de gener de 1622 mort)
- Giovanni Giannini † (14 de març de 1622 - desembre de 1622 mort)
- Bernardino Buratto † (9 de gener de 1623 - 11 d'abril de 1628 mort)
- Annibale Andrea Caracciolo † (29 de maig de 1628 - desembre de 1629 mort)
- Orazio Annibale della Molara † (18 de febrer de 1630 - 7 de maig de 1643 mort)
- Antonio Marullo, S.J. † (31 d'agost de 1643 - 18 de desembre de 1648 mort)
- Paolo Teutonico † (12 d'abril de 1649 - 23 de novembre de 1651 mort)
- Giovanni Alfonso Puccinelli, C.R.L. † (13 de maig de 1652 - 19 d'octubre de 1658 mort)
- Benedetto Cappelletti † (22 de setembre de 1659 - 27 de gener de 1675 renuncià)
- Vincenzo Maria Orsini de Gravina, O.P. † (28 de gener de 1675 - 22 de gener de 1680 nomenat arquebisbe, a títol personal, de Cesena, després elegit papa amb el nom de Benet XIII)
- Tiberio Muscettola, C.O. † (13 de maig de 1680 - 25 de febrer de 1708 mort)
- Giovanni De Lerma † (12 de març de 1708 - 14 de març de 1725 renuncià)
- Marcantonio De Marco † (21 de març de 1725 - d'abril de 1742 mort)
- Francesco Rivera † (25 de maig de 1742 - 25 de gener de 1777 mort)
- Tommaso Maria Francone, C.R. † (23 de juny de 1777 - 25 de maig de 1799 mort)
  - Sede vacante (1799-1804)
- Giovanni Gaetano del Muscio, Sch.P. † (29 d'octubre de 1804 - desembre de 1807 mort)
  - Sede vacante (1807-1818)
- Eustachio Dentice, C.R. † (6 d'abril de 1818 - 1830 mort)
- Vitangelo Salvemini † (2 de juliol de 1832 - 13 de maig de 1854 mort)
- Vincenzo Taglialatela † (23 de juny de 1854 - 7 de desembre de 1879 jubilat)
- Beniamino Feuli † (27 de febrer de 1880 - 19 de gener de 1884 mort)
- Federico Pizza † (24 de març de 1884 - 19 d'abril de 1897 renuncià)
- Pasquale Gagliardi † (19 d'abril de 1897 - 1 d'octubre de 1929 renuncià)
- Andrea Cesarano † (30 de juny de 1931 - 20 de desembre de 1969 mort)
- Valentino Vailati † (25 de maig de 1970 - 30 de setembre de 1986 nomenat arquebisbe de Manfredonia-Vieste)

### Seu de Vieste
- Anònim † (en època del Papa Pasqual II)
- Marasdo † (en època del Papa Alexandre III)
- Anònim † (? - 1168 deposat)
- Simone † (citat el 1179)
- Anònim † (? - 1191/1198 deposat)
- Angelo † (inicis de 1291 - 1302 mort)
  - Gabriele, O.S.B. † (1303 - 1303 mort o renuncià) (bisbe electe)
- Giovanni, O.E.S.A. † (inicis de 1304 - ?)
- Elia Seguini, O.P. † (27 d'octubre de 1343 - 1349 mort)
- Nicola, O.F.M. † (17 de juny de 1349 - ? mort)
- Cristoforo † (17 de novembre de 1361 - ? mort)
- Rainaldo di Monte Sant'Angelo, O.F.M. † (9 de juny de 1371 - ? mort)
- Zamparino † (vers 1385 - 1387 renuncià)
  - Guglielmo Simonelli † (17 d'agost de 1387 - 12 de febrer de 1420 nomenat bisbe d'Orange) (antibisbe)
- Antonio † (13 de juliol de 1387 - 24 de març de 1390 nomenat bisbe de Ruvo)
- Zamparino † (13 d'abril de 1390 - 1403 mort) (per segon cop)
- Lorenzo de Gilotto † (30 de juliol de 1403 - 29 de setembre de 1405 nomenat bisbe de Pozzuoli)
- Francesco † (29 de setembre de 1405 - ?)
- Giovanni de Ruvo † (12 de febrer de 1420 - ? mort)
- Benedetto Bernardo, O.P. † (18 de setembre de 1477 - 1495 mort)
- Carlo Bocconi † (23 d'octubre de 1495 - 1505 mort)
- Latino Pio † (5 de desembre de 1505 - 1514 mort)
- Giovanni Francesco Salvino † (4 d'agost de 1514 - febrer de 1516 mort)
- Girolamo Magnani, O.F.M. † (26 de febrer de 1518 - 1527 mort)
- Ludovico Buono † (18 de febrer de 1527 - 1528 mort)
- Leonardo Bonafide, O.S.B. † (24 de gener de 1528 - 24 de maig de 1529 nomenat bisbe de Cortona)
- Alfonso Carilli † (3 d'agost de 1530 - 1547 mort)
- Pellegrino Fabi † (1 de juliol de 1547 - 14 de setembre de 1551 mort)
- Giulio Pavesi, O.P. † (2 d'octubre de 1555 - 20 de juliol de 1558 nomenat arquebisbe de Sorrento)
- Ugo Boncompagni † (20 de juliol de 1558 - 1565 renuncià, després elegit papa amb el nom de Gregori XIII)
- Antonio Ganguzia † (20 d'octubre de 1565 - 8 de març de 1574 mort)
- Anselmo Olivieri, O.F.M. † (20 de març de 1574 - ?)
- José Esteve Juan † (17 de març de 1586 - 1589 renuncià[2])
- Tommaso Malatesta, O.P. † (17 de juliol de 1589 - 1589 mort)
- Maschio Ferracuti † (25 d'octubre de 1589 - 14 de juliol de 1613 mort)
- Muzio Vitali † (13 de novembre de 1613 - 1615 mort)
- Paolo Palumbo, C.R. † (18 de maig de 1615 - 17 d'abril de 1617 nomenat bisbe de Cassano)
- Ambrogio Palumbo, O.P. † (12 de febrer de 1618 - 1641 mort)
- Paolo Ciera, O.S.A. † (13 de gener de 1642 - 27 de maig de 1644 renuncià)
- Giacomo Accarisi † (17 d'octubre de 1644 - 1654 mort)
- Giovanni Mastelloni † (19 d'octubre de 1654 - 28 de juliol de 1668 mort)
- Raimondo de Pozzo † (10 de novembre de 1668 - 30 d'octubre de 1694 mort)
- Andrea Tontoli † (7 de febrer de 1695 - 21 d'octubre de 1696 mort)
- Francesco Antonio Volturale † (14 de gener de 1697 - 18 d'octubre de 1697 mort)
- Lorenzo Kreutter de Corvinis, O.S.B.Silv. † (20 de novembre de 1697 - 14 de juliol de 1701 mort)
- Giovanni Antonio Ruggeri † (14 de maig de 1703 - 8 d'octubre de 1704 mort)
- Camillo Caravita † (15 de desembre de 1704 - 24 de setembre de 1713 mort)
- Giuseppe Grisconi, Sch.P. † (24 de gener de 1718 - 16 de setembre de 1719 mort)
- Marcantonio de Marco † (15 d'abril de 1720 - 21 de març de 1725 nomenat arquebisbe de Manfredonia)
- Nicola Preti Castriota † (18 d'abril de 1725 - 1 de desembre de 1748 renuncià)
- Nicola Cimaglia, O.S.B.Coel. † (16 de desembre de 1748 - 27 de maig de 1764 mort)
- Giuseppe Maruca † (20 d'agost de 1764 - 27 de desembre de 1784 mort)
  - Sede vacante (1784-1792)
- Domenico Arcaroli † (26 de març de 1792 - 10 de novembre de 1817 renuncià)
  - Seu administrada pels bisbes de Manfredonia (1818-1986)

### Sede di Manfredonia-Vieste
- Valentino Vailati † (30 de setembre de 1986 - 2 de juny de 1990 jubilat)
- Vincenzo D'Addario † (2 de juny de 1990 - 24 d'agost de 2002 nomenat arcivescovo, titolo personale, di Teramo-Atri)

### Seu de Manfredonia-Vieste-San Giovanni Rotondo
- Domenico Umberto D'Ambrosio (8 de març de 2003 - 16 d'abril de 2009 nomenat arquebisbe de Lecce)
- Michele Castoro, des del 15 de juliol de 2009

## Bisbes oriunds de l'arxidiòcesi
- Domenico Umberto D'Ambrosio (Peschici, 15 de setembre de 1941), arquebisbe de Lecce;
- Michele Russo, M.C.C.I. (San Giovanni Rotondo, 30 de gener de 1945), bisbe emèrit de Doba;
- Giuseppe Piemontese, O.F.M.Conv. (Monte Sant'Angelo, 24 d'abril de 1946), bisbe de Terni-Narni-Amelia.

## Estadístiques
A finals del 2013, l'arxidiòcesi tenia 151.850 batejats sobre una població de 154.283 persones, equivalent al 98,4% del total.
| any  | població | població | població | sacerdots | sacerdots       | sacerdots       | sacerdots             | diaques | religiosos | religiosos | parroquies |
| ---- | -------- | -------- | -------- | --------- | --------------- | --------------- | --------------------- | ------- | ---------- | ---------- | ---------- |
| any  | batejats | total    | %        | total     | clergat secular | clergat regular | batejats por sacerdot | diaques | homes      | dones      |            |
| 1950 | 111.903  | 112.040  | 99,9     | 93        | 76              | 17              | 1.203                 |         | 24         | 56         | 16         |
| 1970 | 142.000  | 143.000  | 99,3     | 123       | 77              | 46              | 1.154                 |         | 56         | 205        | 44         |
| 1980 | 148.000  | 152.000  | 97,4     | 122       | 74              | 48              | 1.213                 |         | 55         | 168        | 49         |
| 1990 | 148.750  | 157.700  | 94,3     | 129       | 79              | 50              | 1.153                 |         | 57         | 193        | 46         |
| 1999 | 153.700  | 156.788  | 98,0     | 129       | 70              | 59              | 1.191                 |         | 69         | 209        | 47         |
| 2000 | 153.600  | 156.642  | 98,1     | 122       | 71              | 51              | 1.259                 |         | 62         | 224        | 48         |
| 2001 | 153.300  | 156.450  | 98,0     | 122       | 72              | 50              | 1.256                 |         | 58         | 206        | 48         |
| 2002 | 152.400  | 154.413  | 98,7     | 131       | 74              | 57              | 1.163                 | 2       | 63         | 215        | 49         |
| 2003 | 153.200  | 155.216  | 98,7     | 133       | 72              | 61              | 1.151                 | 2       | 65         | 206        | 49         |
| 2004 | 152.800  | 154.906  | 98,6     | 126       | 72              | 54              | 1.212                 | 2       | 61         | 199        | 49         |
| 2013 | 151.850  | 154.283  | 98,4     | 129       | 75              | 54              | 1.177                 | 3       | 61         | 195        | 51         |

### Per Manfredonia
- Francesco Lanzoni, Le diocesi d'Italia dalle origini al principio del secolo VII (an. 604), vol. I, Faenza 1927, pp. 277–284 (italià)
- Giuseppe Cappelletti, Le Chiese d'Italia dalla loro origine sino ai nostri giorni, Venècia 1858, vol. XX, pp. 577–594 (italià)
- Pius Bonifacius Gams, Series episcoporum Ecclesiae Catholicae, Leipzig 1931, pp. 924–925 (llatí)
- Konrad Eubel, Hierarchia Catholica Medii Aevi, vol. 1 Arxivat 2019-07-09 a Wayback Machine., p. 453; vol. 2 Arxivat 2018-10-04 a Wayback Machine., p. 238; vol. 3 Arxivat 2019-03-21 a Wayback Machine., pp. 300–301; vol. 4 Arxivat 2018-10-04 a Wayback Machine., pp. 328–329; vol. 5, p. 358; vol. 6, p. 381 (llatí)

### Per Vieste
- Dades publicades a www.catholic-hierarchy.org a la pàgina Diocese of Vieste (anglès)
- Giuseppe Cappelletti, Le Chiese d'Italia dalla loro origine sino ai nostri giorni, Venècia 1858, vol. XX, pp. 595–600 (italià)
- Pius Bonifacius Gams, Series episcoporum Ecclesiae Catholicae, Leipzig 1931, pp. 941–942 (llatí)
- Konrad Eubel, Hierarchia Catholica Medii Aevi, vol. 1 Arxivat 2019-07-09 a Wayback Machine., p. 524; vol. 2 Arxivat 2018-10-04 a Wayback Machine., p. 266; vol. 3 Arxivat 2019-03-21 a Wayback Machine., p. 332; vol. 4 Arxivat 2018-10-04 a Wayback Machine., p. 366; vol. 5, p. 412; vol. 6, p. 439 (llatí)